# Obersteig (Maierhöfen)
Obersteig (westallgäuerisch: (Obr)-Schdoig, bis 1935 offiziell Steig) ist ein Gemeindeteil der Gemeinde Maierhöfen im bayerisch-schwäbischen Landkreis Lindau (Bodensee).

## Geographie
Der Weiler liegt circa 1,5 Kilometer westlich des Hauptorts Maierhöfen und zählt zur Region Westallgäu. Westlich der Ortschaft liegt Untersteig.

## Ortsname
Der Ortsname bedeutet (Siedlung an) einer steilen Straße. Er beschreibt den Anstieg der historischen Hauptstraße durch das Argental.

## Geschichte
Südlich des heutigen Orts führte einst die Römerstraße Kempten–Bregenz. 1320 wurde erstmals de Staige urkundlich erwähnt. 1770 fand die Vereinödung Steigs mit sieben Teilnehmern statt.
Der Ort gehörte einst zum Gericht Grünenbach in der Herrschaft Bregenz. Später dann bis zum 1. Januar 1935 gehörte die Ortschaft der Gemeinde Gestratz an. Seit der Umgemeindung wird zwischen Ober- und Untersteig unterschieden.